# Блоуинг Рок (Северна Каролина)
Блоуинг Рок (енгл. Blowing Rock) град је у америчкој савезној држави Северна Каролина.

## Демографија
По попису из 2010. године број становника је 1.241, што је 177 (-12,5%) становника мање него 2000. године.
| Група             | 2000.         | 2010.         |
| Белци             | 1.382 (97,5%) | 1.190 (95,9%) |
| Афроамериканци    | 5 (0,4%)      | 4 (0,3%)      |
| Азијати           | 5 (0,4%)      | 3 (0,2%)      |
| Хиспаноамериканци | 9 (0,6%)      | 20 (1,6%)     |
| Укупно            | 1.418         | 1.241         |